# Mellotron
El mellotron es un instrumento musical electro-mecánico polifónico desarrollado en Birmingham, Inglaterra, en 1963. Se toca presionando sus teclas, cada una de las cuales hace que un trozo de cinta magnética entre en contacto con un cabrestante, que la arrastra a través de un cabezal de reproducción. Al soltar la tecla, un resorte retrae la cinta a su posición inicial. Se pueden reproducir diferentes partes de la cinta para acceder a diferentes sonidos.

## Historia

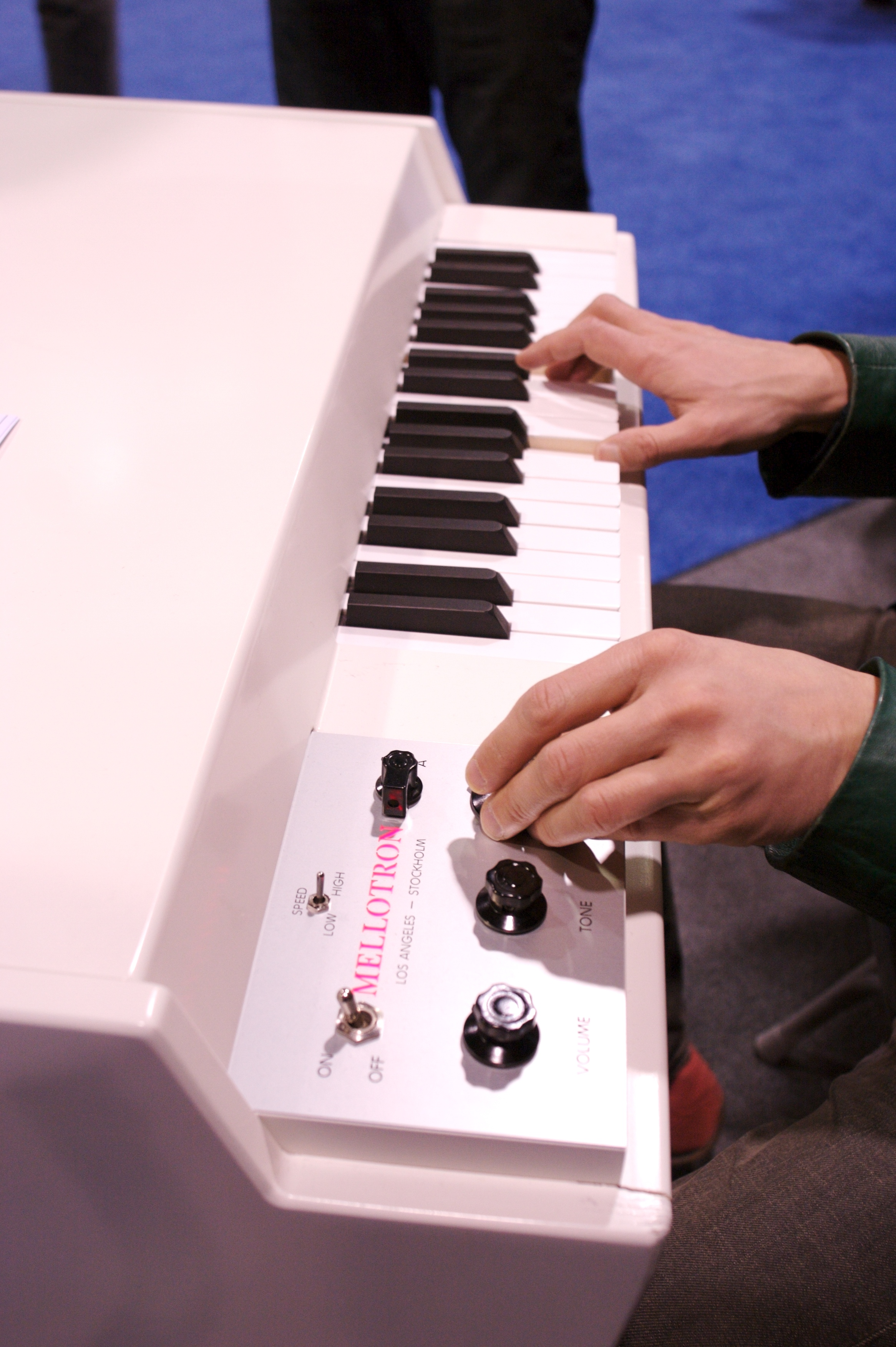
Una persona tocando el mellotron

Aunque los samplers de cinta se habían explorado en estudios de investigación, el inventor estadounidense Harry Chamberlin construyó y vendió el primer instrumento de cinta con teclado comercialmente disponible en la década de 1950, quien tenía el objetivo de crear un instrumento hogareño que pudiera replicar los sonidos de una orquesta para cantar en reuniones familiares. Su primer instrumento se llamó chamberlin, pero el sonido que producía no era el esperado. Asimismo, presentaba constantes problemas con el sistema de cintas grabadas y el mercado familiar no pareció interesarse en el producto, del cual apenas llegaron a fabricarse unas 500 unidades en total. 
A principios de la década de 1960, un vendedor contratado por el propio Harry Chamberlin, llamado Bill Fransen, llevó la idea al Reino Unido y la presentó como propia, logrando allí interesar a una empresa llamada Mellotronics, que fabricó 2000 unidades bajo el nombre comercial mellotron, los cuales si bien copiaban el concepto de su antecesor el chamberlin, incorporaban algunas mejoras técnicas que lo hacían un poco más fiable.
El primer modelo fabricado comercialmente fue el MKI en 1963.

## Funcionamiento y características
Se trataba de un teclado capaz de reproducir en tres canales cintas pregrabadas accionadas con ambas manos: con la izquierda se podían seleccionar 18 ritmos diferentes y con la derecha otros tantos instrumentos (Mellotron MKII). Exteriormente no se diferenciaba demasiado de un piano convencional, y al principio se encajaban en un elegante mueble de madera. 

Tecla liberada.

Tecla pulsada. La cinta avanza reproduciendo el sonido.

El mellotron fue uno de los primeros teclados eléctricos y puede considerarse como el antecedente directo del sampler, pues utiliza loops (bucles) de cinta para crear sonidos. El mellotron permite reproducir muestras (samples) de sonido pregrabado en una cinta. Cada tecla está asociada a una cinta magnética de casi 1 cm de ancho que tiene una duración aproximada de 8 segundos. El músico, al presionar una tecla, hace circular su cinta correspondiente, que recorre un ingenioso sistema en forma de W, y reproduce el sonido pregrabado que contiene diversos instrumentos (de cuerda, orquestales, coro polifónico, flautas, etc). Podían agregarse nuevos sonidos.
Pese a las limitaciones de duración en las muestras, bucles o loops (8 segundos), el sonido del mellotron, inconfundible, un tanto imperfecto y artificial, propició su abundante uso en los conciertos y grabaciones de rock progresivo sinfónico en los años 1970. Ni siquiera los más versátiles y compactos sintetizadores lograron hacerlo desaparecer, aunque quedó en un segundo lugar a partir de la aparición de teclados electrónicos, a mediados de los 70.

## Desventajas
Entre las desventajas del mellotron se puede citar, principalmente, la imposibilidad de grabar nuevos sonidos en las cintas usando el propio aparato. Las cintas solo podían ser grabadas utilizando un mecanismo que poseía únicamente el fabricante del instrumento. Otra desventaja radicaba en el hecho de que, con frecuencia, cada vez que se trasladaba el instrumento, había que calibrarlo, lo que exigía la intervención de una persona con los conocimientos precisos. Debido a la tendencia a desajustarse, muchos grupos que lo utilizaban salían de gira con dos unidades, para disponer de una de reserva.

## Impacto en la música popular
El mellotron es famoso por su aparición en la canción «Strawberry Fields Forever» de The Beatles tocado por Paul McCartney, cuya introducción es reproducida por el sonido de ensamble de flautas traveseras. Fue usado por otras bandas como The Zombies, The Moody Blues y The Rolling Stones en los años 1960. 
En los 70 se popularizó gracias a la banda británica Led Zeppelin, quien en concreto fue utilizado asiduamente por John Paul Jones en «The Rain Song», «Kashmir» y solamente la versión en vivo de «Stairway to Heaven». También lo usó Black Sabbath en temas como "Changes".
Otras bandas de rock progresivo, como Genesis hacen una introducción en la canción «Watcher Of The Skies» con este instrumento), King Crimson hace un amplio uso de este instrumento, siendo las apariciones más conocidas en «Epitaph» o «Starless»), Yes, la banda italiana Premiata Forneria Marconi o la banda española Triana utiliza también el instrumento en sus primeras grabaciones.

## Decadencia y regreso
Con la aparición de los modernos sintetizadores polifónicos y los sampleadores, el mellotron fue desplazado poco a poco. En la actualidad, algunos músicos han vuelto a recurrir al mellotron para darles a sus composiciones un sonido evocador de los años 1960 y 70. Hoy en día es utilizado de vez en cuando por artistas y bandas como Keane, Radiohead, Tom Waits, Tori Amos, Red Hot Chili Peppers, Incubus, Muse, Truly, Super 400, Ernesto Romeo (klauss), Fiona Apple, Oasis, Dream Theater, The Smashing Pumpkins, King Gizzard and The Lizard Wizard y Maxi Trusso, aunque ahora ha vuelto su protagonismo con el resurgimiento del rock progresivo durante los años 1990, con grupos como los suecos Anekdoten, Anglagard, Opeth, The Flower Kings y Porcupine Tree. También se hace un uso intensivo del instrumento en álbumes recientes de rock sinfónico como The Raven that Refused to Sing de Steven Wilson y El Silencio de las Estrellas de Julián Martínez.